# Намыслувский повет
Намыслувский повет (пол. Powiat namysłowski) — повет (район) в Польше, входит как административная единица в Опольское воеводство. Центр повета — город Намыслув. Занимает площадь 747,67 км². Население — 42 615 человек (на 31 декабря 2015 года).

## География
Граничит с Кемпненским поветом Великопольского воеводства на северо-востоке, Ключборкским поветом на востоке, Опольским поветом на юге, Бжегским поветом на юго-западе, Олесненским и Олавским поветом Нижнесилезского воеводства на западе.

## Административное деление
- города: Намыслув
- городско-сельские гмины: Гмина Намыслув
- сельские гмины: Гмина Домашовице, Гмина Покуй, Гмина Сверчув, Гмина Вилькув

## Демография
Население повята дано на 31 декабря 2015 года.
| Перепись            | Всего  | Мужчины | Женщины |
| ------------------- | ------ | ------- | ------- |
| Всего               | 42 615 | 20 842  | 21 773  |
| Городское население | 16 105 | 7633    | 8472    |
| Сельское население  | 26 510 | 13 209  | 13 301  |